# Grimble
Grimble é um livro infantil escrito por Clement Freud e publicado pela Collins em 1968. A sequência, Grimble at Christmas, foi publicada alguns anos depois. O livro foi ilustrado por Frank Francis.

## Texto da sobrecapa
"O que farias se:
Não tivesses um aniversário fixo? Os teus pais normalmente comunicassem contigo a partir das notas? Chegasses a casa da escola numa segunda-feira e soubesses que os teus pais tinham ido, sem avisar, para o Peru?"

## História
Grimble é um menino de aproximadamente 10 anos cujos pais podem ser descritos como excêntricos. Um dia quando volta da escola, descobre que eles foram para o Peru por uma semana e o deixaram com uma geladeira cheia de garrafas de chá, um forno cheio de sanduíches, uma lata de moedas e uma lista de cinco nomes e endereços de pessoas que o dariam algo para jantar. O livro tem um tom humorístico a respeito dos cinco dias seguintes na vida de Grimble.

## Grimblena cultura popular
O livro foi feito a partir de um programa de televisão para crianças na BBC no qual receberam 23.500 cartas, incluindo 64 cartas de reclamação de professores.
J. K. Rowling e Lauren Child disseram que ele está entre seus livros preferidos.